# Трескообразные
Трескообра́зные (лат. Gadiformes) — отряд лучепёрых рыб.
Отличительные признаки: спинные, анальные и брюшные плавники без колючих лучей; если есть брюшные плавники, то они обычно расположены перед грудными; межчелюстные и верхнечелюстные кости подвижны; нижние глоточные отделены друг от друга; жабры гребёнчатые; плавательный пузырь не имеет протока, он есть не всегда. Чешуя циклоидная, редко ктеноидная.
Размеры от 2 см (брегмацеры) до 2 м (атлантическая треска).
По положению брюшных плавников они сходны с окунеобразными, по строению плавников — с карпообразными, от которых отличаются отсутствием воздушного протока, ведущего из плавательного пузыря.
Трескообразные — морские рыбы (за исключением пресноводного налима). Сюда относится много важных промысловых рыб, особенно из семейства тресковых.

## История изучения
Раньше отряд трескообразных называли бесшипными, бесколючими, неколючими или мягкопёрыми (лат. Anacanthini); греч. ἀν- — «без», ἄκανθα — «колючка, шип»), отмечая отсутствие колючих лучей на плавниках представителей этой группы рыб.

## Классификация
В отряде выделяют 13 семейств, 84 рода и 613 видов:
- Подотряд Melanonoidei
  - Melanonidae — Меланоновые
- Подотряд Macrouroidei
  - Steindachneriidae — Штейндахнериевые
  - Bathygadidae
  - Macrouridae — Долгохвостовые, или макрурусовые[6]
  - Trachyrincidae
- Подотряд Gadoidei
  - Euclichthyidae — Эуклихтовые, или эвклихтиевые
  - Moridae — Моровые
  - Macruronidae — Макруроновые
  - Merlucciidae — Мерлузовые
  - Надсемейство Gadoidea
    - Bregmacerotidae — Брегмацеровые
    - Ranicipitidae
    - Gadidae — Тресковые
    - Muraenolepididae — Паркетниковые